# 朝鮮中央通信
朝鮮中央通信（ちょうせんちゅうおうつうしん、朝: 조선중앙통신 , 英: Korean Central News Agency , 略: KCNA）は、朝鮮民主主義人民共和国（北朝鮮）の国営通信社である。また、国内で唯一の通信社でもある。

## 概要
朝鮮中央通信社は1946年12月5日、北朝鮮臨時人民委員会・第60回常務委員会の決定により「北朝鮮通信社」という名称で設立されたが、朝鮮民主主義人民共和国が建国された1948年10月12日に現在の名称へと変更された。長年、『朝鮮中央年鑑』と『国際常識』を出版してきたが、『国際常識』は1998年に出版が中止された。『朝鮮中央年鑑』は、朝鮮中央通信社が年内に報道したニュースを集めて発行した書籍であり、1948年から発行され続けている。
朝鮮中央通信社は、朝鮮民主主義人民共和国政府の声明を数多く報道してきた。その際には、多くの場合において、朝鮮中央通信社の記者が出す質問に対し、政府の各部門のスポークスマンが答える形式で声明を示してきた。また、朝鮮中央通信社は、金日成国家主席の指示により、事件・事故に関する情報を報道しないことで知られてきた。しかし、2004年に龍川駅列車爆発事故が発生した際には、長年の慣行に反して事故に関する情報を報じた。
2010年10月、公式ウェブサイトを開設。当初は英語版とスペイン語版だけだったが、12月には朝鮮語版、さらに翌年1月には日本語版も誕生、動画も配信し始めた。これと同じくして他の平壌メディアも同様に独自ウェブサイトを開設が相次ぎ、「官製」でありながら各メディア間で取材競争が生じるようになっている。

## 朝鮮通信社
朝鮮中央通信社は東京所在の朝鮮通信社と相互連携関係にある。そのため、朝鮮中央通信社が配信する記事は、朝鮮通信社を経由して日本の各報道機関へ提供される場合が多い。こちらのウェブサイト（www.kcna.co.jp）は英語版と朝鮮語版のみで、日本語版はない。新聞紙面での記事配信元は「朝鮮通信（東京）」と表記される場合がある。

## 支局
中国、ロシア、キューバ、インド、イラン、エジプト

## 提携通信社
新華社、共同通信社、朝鮮通信社、ロイター、聯合ニュース、AFP通信、AP通信
共同通信は2006年に平壌支局が開設された際、朝鮮中央通信からの出向者を現地人記者として採用している。

## 脚註
1. ↑  Pares, S (2005). A Political and Economic Dictionary of East Asia: An essential Guide To The Politics and Economics of East Asia. Routledge. p. 188. ISBN 978-1-85743-258-9.
2. ↑  Hoare, James E. (2012). "Korean Central News Agency (KCNA)". Historical Dictionary of Democratic People's Republic of Korea. London: Scarecrow Press. p. 231. Archived from the original on 2021-01-26. ISBN 978-0-8108-7987-4.
3. ↑  1948年に独立する以前の朝鮮（連合軍軍政期）では、北緯38度線を境として、以北のソ連軍管轄地域を「北朝鮮」、以南のアメリカ軍管轄地域を「南朝鮮」と呼称していた。
4. ↑  노동신문도 홈피 개설…北 인터넷 `적극' 행보（朝鮮日報）
5. ↑  INC, SANKEI DIGITAL. “ＡＦＰが平壌支局開設、朝鮮中央通信と提携”. 産経ニュース. 2019年9月1日閲覧。